# Chapsa eitenii
Chapsa eitenii är en lavart som först beskrevs av Hale, och fick sitt nu gällande namn av Frisch 2006. Chapsa eitenii ingår i släktet Chapsa och familjen Thelotremataceae.   Inga underarter finns listade i Catalogue of Life.